# Conus deperditus
Conus deperditus é uma espécie de gastrópode do gênero Conus, pertencente à família Conidae.